# 1800 في فرنسا
فيما يلي قوائم الأحداث التي وقعت خلال عام 1800 في فرنسا.

## سياسة

### تعيين في المنصب
- 7 نوفمبر – جان أنطوان شابتال وزير الداخلية.

## مواليد

### يناير
- 1 يناير – نيكولا جاك بيليتييه

### أبريل
- 13 أبريل – إليزابيث أميرة سافوي

### مايو
- 8 مايو – أرماند كاريل كاتب فرنسي.

### يوليو
- 16 يوليو – جان-باتيست دوما كيميائي فرنسي.

### نوفمبر
- 1 نوفمبر – شارل أنطوان لومير عالم نبات فرنسي.
- 13 نوفمبر – بول بوديت سياسي فرنسي.

## وفيات

### يناير
- 21 يناير – جان باتيست لوروا (مواليد 1720) فيزيائي فرنسي.

### مارس
- 19 مارس – جوزيف دي جين (مواليد 1721)

### يونيو
- 14 يونيو – كليبر (مواليد 1753)
- 14 يونيو – لويس شارل أنطوان دوزيه (مواليد 1768)

### أغسطس
- 16 أغسطس – شارل لويس ليريتيه دو بروتل (مواليد 1746) عالم نبات فرنسي.

### أكتوبر
- 8 أكتوبر – يوهان هيرمان (مواليد 1738)